# مسابقات جهانی تنیس روی میز ۱۹۵۰
مسابقات جهانی تنیس روی میز ۱۹۵۰ (انگلیسی: 1950 World Table Tennis Championships) هفدهمین دوره مسابقات جهانی تنیس روی میز است که در شهر بوداپست، مجارستان برگزار شده است.
این مسابقات از ۲۹ ژانویه تا ۵ فوریه ۱۹۵۰ در دو بخش تیمی و انفرادی انجام شده است.